# Dinopteridion gouleti
Dinopteridion gouleti är en stekelart som beskrevs av Christer Hansson 2004. Dinopteridion gouleti ingår i släktet Dinopteridion och familjen finglanssteklar.
Artens utbredningsområde är Costa Rica. Inga underarter finns listade i Catalogue of Life.